# Климович, Евгений Константинович
Евгений Константинович Климович (24 января 1871, Витебская губерния — 1930, Югославия) — русский государственный и административный деятель, глава Департамента полиции Российской империи.

## Биография
Православный. Из потомственных дворян Витебской губернии.
Окончил Полоцкий кадетский корпус и 1-е военное Павловское училище (1891), выпущен подпоручиком в Рязанский 69-й пехотный полк.
Чины: поручик (1894), штабс-ротмистр (1899), ротмистр (1901), подполковник (1905), полковник (1907), генерал-майор (1913).
- С 1892 года — служба в 4-й сапёрной бригаде. Затем батальонный адъютант
- 1898 год — прикомандирован к Штабу отдельного корпуса жандармов. Адъютант Волынского Губернского жандармского управления.
- 1901 год — помощник начальника Петроковского Губернского жандармского управления на территории Царства Польского.
- 1903 год — начальник жандармского управления Бендинского уезда
- С 1904 года — служба в Виленском губернском жандармском управлении
- С 1905 года — одновременно Виленский полицмейстер, где 27 октября на него было совершено покушение.
- С 23 января 1906 года — начальник Московского охранного отделения
- С 7 апреля 1907 года — помощник Московского губернатора
- 1908 год — призван в Штаб корпуса жандармов
- С 1909 года — заведующий Особым отделом Департамента полиции
- С 26 декабря 1909 года — Керчь-Еникальский градоначальник
- С 16 ноября 1914 года — Ростовский-на-Дону градоначальник.
- 14 февраля — 15 сентября 1916 год — директор Департамента полиции
- 15 сентября 1916 года — произведён в Сенаторы
- После Февральской революции, как и прочее начальство Департамента, состоял под следствием Чрезвычайной следственной Комиссии Временного правительства.
- После Октябрьской революции перебрался на Юг, служил в Добровольческой армии. С мая 1920 года занимал пост начальника контрразведки у барона Врангеля. В августе 1920 г., в связи с успешной деятельностью генерала Климовича по очищению тыла Русской армии в Крыму, генерал Врангель передал в его распоряжение всю государственную стражу[a].
- После оставления в ноябре 1920 года Русской армией Крыма эмигрировал в Югославию. Продолжал возглавлять контрразведывательную службу РОВС.

Умер 5 июня 1930 года в русской больнице в Панчево.

## Семья
Был женат на Екатерине Петровне Тютчевой. В 1905 году у них родился сын Борис.

## Награды
- Орден Святого Владимира 4-й ст. (1906);
- Орден Святого Владимира 3-й ст. (1909);
- Орден Святого Станислава 1-й ст. (1915);

### Комментарии
1. ↑  Е. К. Климович был известен неразборчивостью в методах еще с событий 1905 года, когда он жестоко подавил выступления в Вильне. В 1917 году был арестован Временным правительством и с тех пор считал своими врагами всех социалистов вообще, не делая различий между эсерами, меньшевиками и большевиками. В результате в тюрьмах оказалось множество невиновных. Заподозренных в большевизме убивали при аресте. Назначение и действия Климовича вызвало протесты общественности[1]

### Сноски
1. ↑  Kenez, 1977, с. 276.